# Hoytsville (Utah)
Hoytsville es un lugar designado por el censo situado en el condado de Summit, Utah  (Estados Unidos). Según el censo de 2010 tenía una población de 607 habitantes. La interestatal 80 y el río Webber atraviesan la zona.

## Demografía
Según el censo de 2010, Hoytsville tenía una población en la que el 90,4% eran blancos, 0,3% afroamericanos, 0,3% amerindios, 0,2% asiáticos, 0,2% isleños del Pacífico, el 7,2% de otras razas, y el 1,3% pertenecían a dos o más razas. Del total de la población el 10,5% eran hispanos o latinos de cualquier raza.